# 1619
Cette page concerne l'année 1619  du calendrier grégorien.
L'année 1619 est une année commune qui commence un mardi.

## Événements
- 5 avril, Chine : départ de Shenyang de quatre armées de la dynastie Ming contre Hetu Ala, la capitale mandchoue.

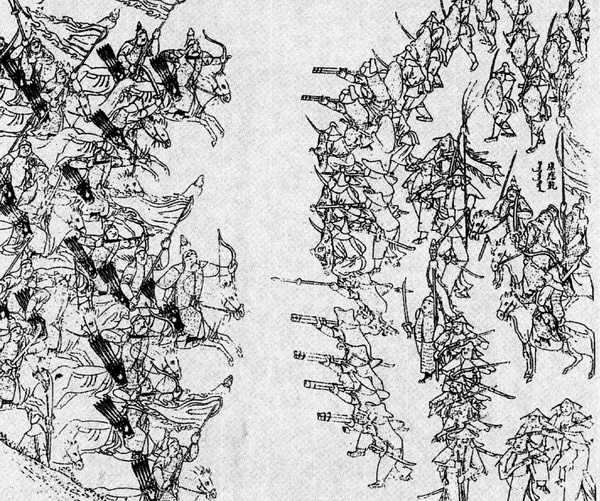
14 avril : bataille de Sarhu.

- 14 avril : victoire du chef mandchou Nurhaci sur la dynastie Ming à la bataille de Sarhu. Deux autres colonnes chinoises sont battues à Sanggiyan Hada le 15 avril et à Dungge-Gau le 17 avril[1].
- 9 mai : début du voyage du Danois Jens Munk à la recherche de la « route du Nord-Ouest ». Il séjourne durant l’hiver dans la baie d'Hudson, où presque tous ses marins périssent. Il réussit à regagner le Danemark avec trois survivants le 25 septembre 1620[2].
- 28 mai : les Hollandais de Jan Pieterszoon Coen, gouverneur général de la Compagnie néerlandaise des Indes orientales, établissent une base à Batavia, dans les Indes orientales[3].

- 17 juillet : les Hollandais signent un accord avec les Anglais à Londres pour partager l’exploitation de l’Indonésie[4]. Ils cherchent à isoler le réseau commercial indigène des routes commerciales internationales. Batavia est peuplée de Chinois, Malais, Macassars, Balinais et Philippins de Luçon. La Compagnie des Indes orientales hollandaise, basée à Batavia, intercepte le commerce portugais.
- 26 juillet : les Mandchous prennent Kaiyuan[1].
- 30 juillet : première assemblée représentative en Virginie (Chambre des bourgeois)[5].
- Août : un bateau hollandais transporte les premiers esclaves noirs vers la colonie de Virginie. Une vingtaine de noirs sont vendus à Jamestown[6]. Cette même année arrivent à Jamestown quatre-vingt-dix femmes, «  de jeunes personnes agréables et pures […], vendues avec leur consentement comme épouses aux colons pour prix de leur traversée  » ; soixante autres jeunes filles sont envoyées en 1621, et mariées pour le prix de 120 à 150 livres de tabac[7].
- 3 septembre : les Mandchous prennent Tieling[1].

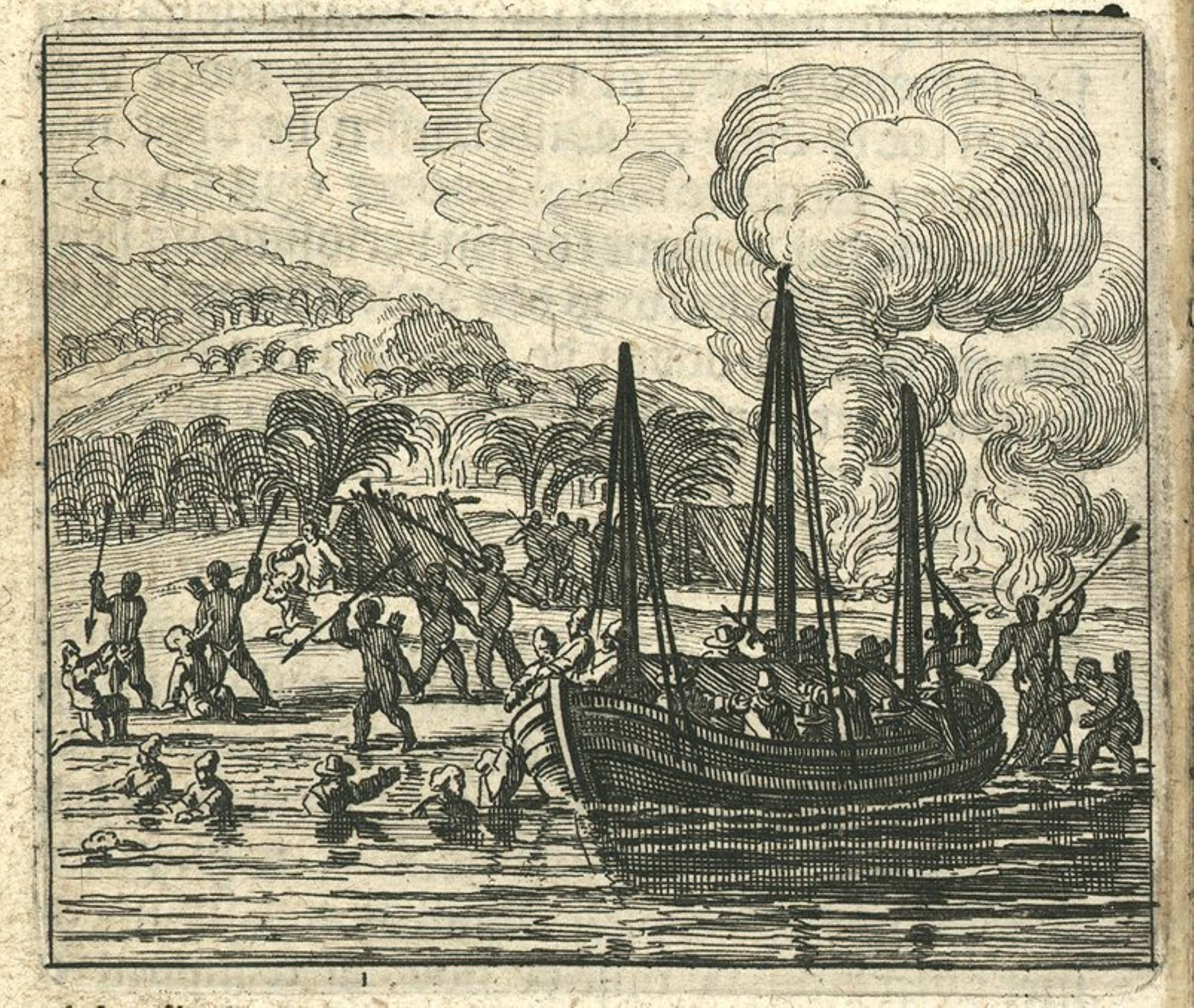
Les naufragés du Nieuw Hoorn attaqués par les Sumatranais. Gravure de 1654.

- 19 novembre : le Nieuw Hoorn, un indiaman parti de Texel le 28 décembre 1618 à destination de Java, fait naufrage à la suite d'un incendie à la hauteur du détroit de la Sonde. Les 72 survivants, dont le capitaine Bontekoe dérivent pendant 13 jours sur deux, puis un canot de sauvetage avant de reconnaître une île au large de Sumatra. Seize hommes trouvent la mort lors d’une attaque des autochtones. Les rescapés sont secourus par la flotte néerlandaise de Frederik de Houtman au large de Java[8].

- Chey Chettha II devient roi du Cambodge (fin en 1625). Pour secouer le joug siamois, il fait appel aux vietnamiens[9].
- Inde : les Anglais ont des comptoirs à Surate, Âgrâ, Ahmedabad et Broach (Bharuch, Gujarat)[10].
- Fondation de Ienisseïsk en Sibérie[11].

### Europe
- 23 janvier : bref du pape Paul V qui sépare les capucins, de plus en plus nombreux, de l’ordre des franciscains en leur donnant un ministre général[12].
- 2 mars : fondation de la banque de Hambourg[13].
- 3 mai : fondation du banco del Giro (en), la banque d'État de Venise[14].

- 6 mai : les calvinistes adoptent les canons du synode de Dordrecht. La doctrine d’Arminius est condamnée[15].

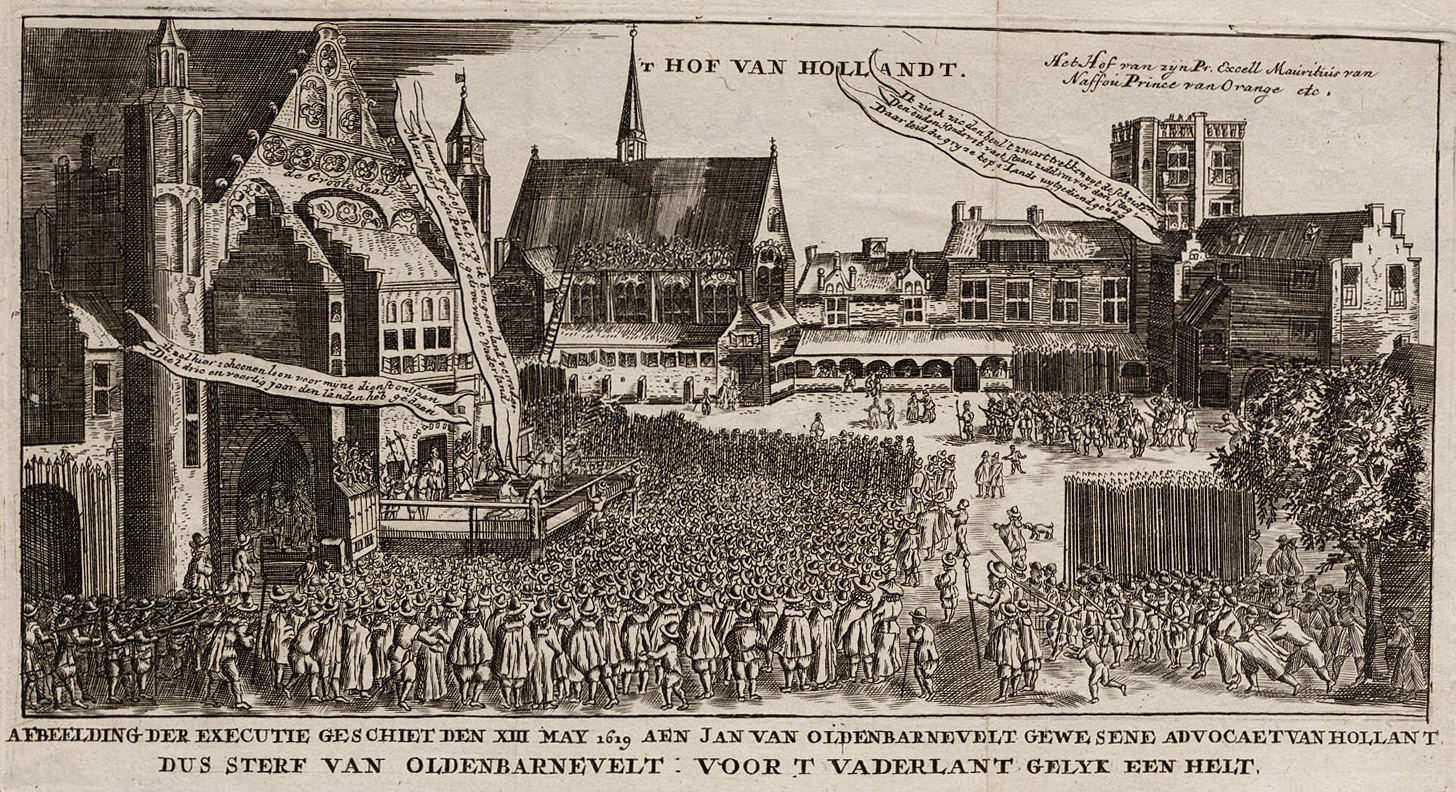
13 mai : exécution de Johan van Oldenbarnevelt, gravure de Jan Luyken.

- 13 mai : Johan van Oldenbarnevelt, condamné pour trahison, est décapité dans le Binnenhof à La Haye[16].
- 18 mai : Hugo de Groot (Grotius) est condamné à la prison perpétuelle, puis emprisonné au château de Loevestein[17].

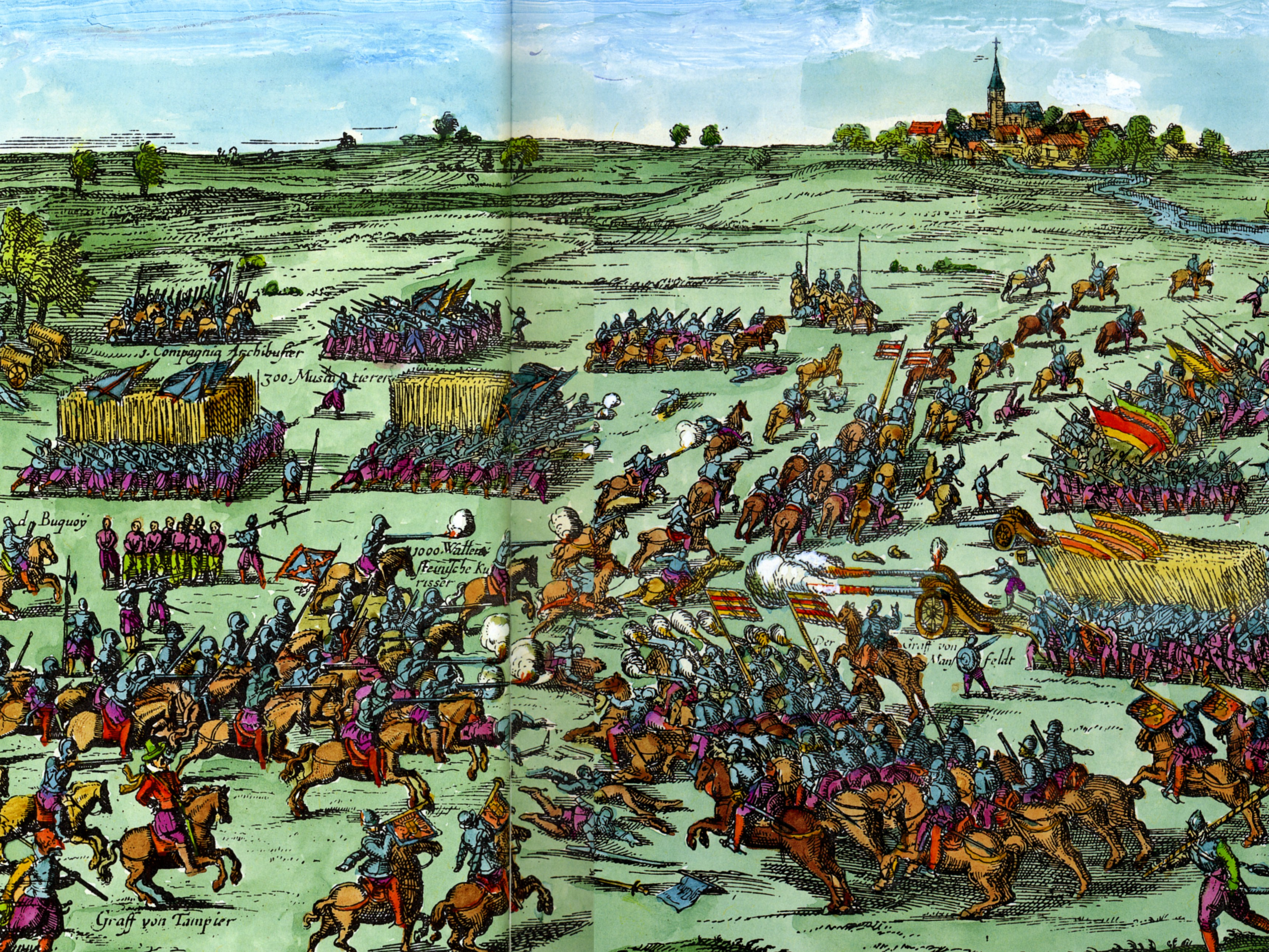
10 juin : bataille de Sablat

- 10 juin : victoire des catholiques sur les protestants à la bataille de Sablat (Záblatí), en Bohême[18].
- 22 juin : libéré par les Polonais (1er juin), le père du tsar, Fédor Romanov (Philarète) est élu patriarche et seconde son fils dans l’exercice du pouvoir (1619-1633)[19]. Ils s’attachent à pacifier le pays.
- Juin, Russie : le Zemski sobor prend des décisions importantes : inventaire des terres imposables, encouragement au retour des paysans en fuite, répression des abus commis par les fonctionnaires, réforme de l’administration provinciale (assemblées élues), budget national[20].

- 18 août : la Diète de Bohême s’allie au prince de Transylvanie, Gabriel Bethlen[21].
- 26 août : Gabriel Bethlen envahit la Hongrie[22].
- 26 - 27 août : la noblesse tchèque révoltée dépose Ferdinand de Styrie et élit comme roi l’électeur palatin Frédéric V [22]. Celui-ci, poussé par sa femme Élisabeth Stuart, fille de Jacques Ier d'Angleterre, a pris la tête du parti protestant et accepte la couronne de Bohême.
- 27 août : Mathias de Thurn, envoyé par les États de Bohême contre Vienne, bat Dampierre près de Znaïm, puis menace Vienne avec Gabriel Bethlen, comptant sur l’appui des protestants de Basse-Autriche. Vienne est mise en défense et Ferdinand fait face[23].
- 28 août[24] : Ferdinand II est élu empereur romain germanique à Francfort, puis couronné le 9 septembre[25]. En accédant à l’empire, Ferdinand de Styrie réunit toutes les souverainetés des Habsbourg (fin en 1637).

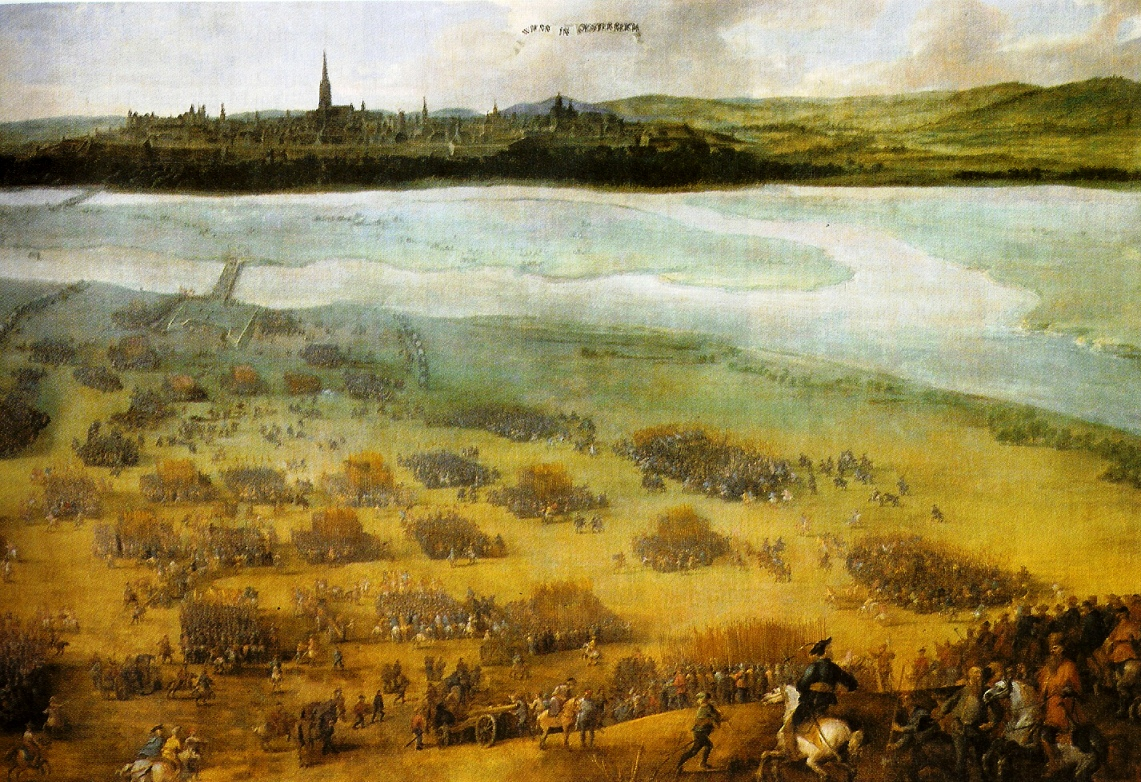
Septembre - octobre : les troupes de Mathias de Thurn menacent Vienne.

- 8 octobre : traité de Munich entre Ferdinand II et Maximilien de Bavière[22]. L’empereur reçoit l’appui du duc de Bavière, chef de la Ligue catholique et de l’électeur de Saxe, pourtant protestant, qui reçoit la Lusace en récompense.
- 20 octobre : Gabriel Bethlen prend Albe Royale[21].
- 24 octobre : Bucquoy empêche Thurn de passer le Danube à Fischamend[23].

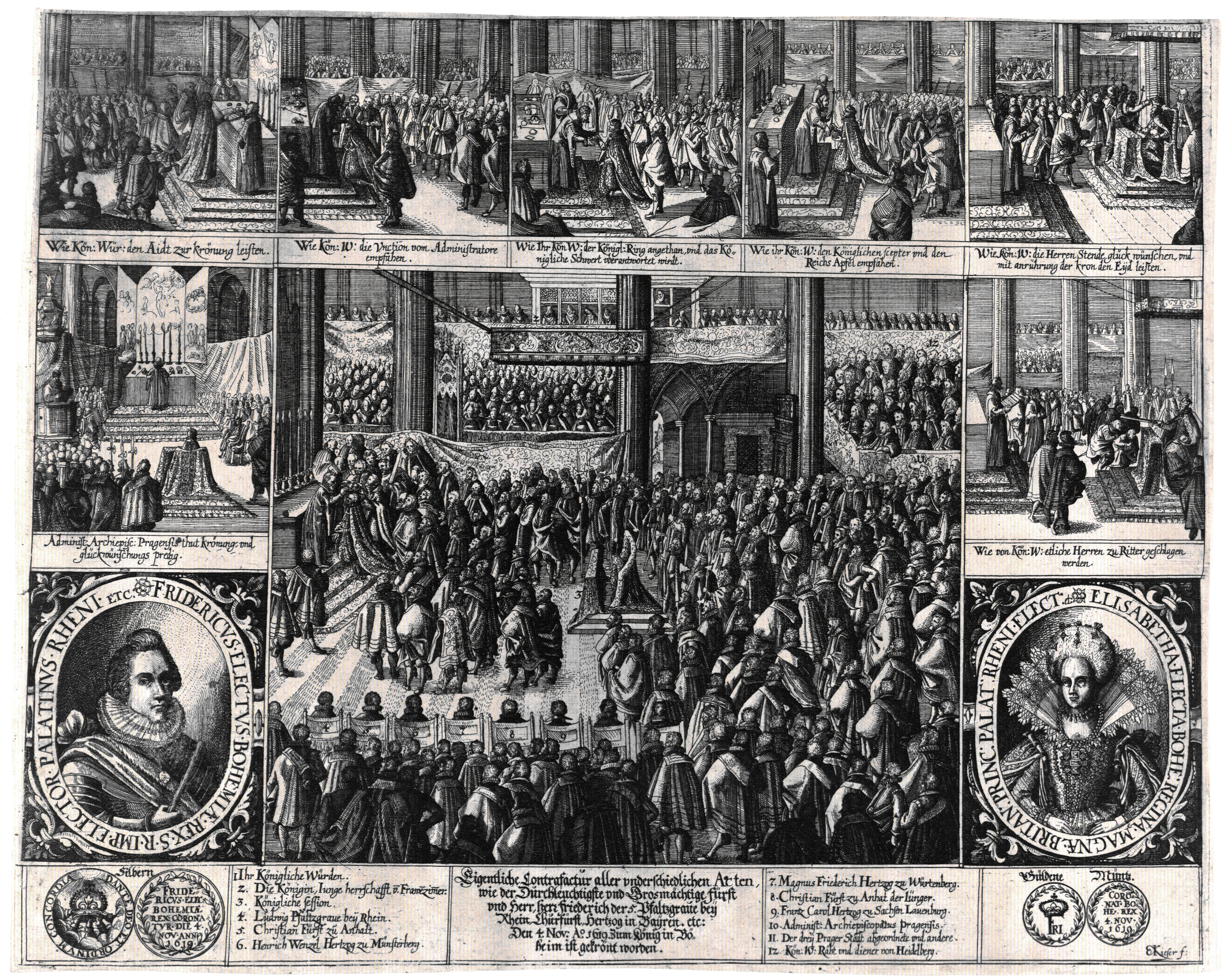
4 novembre : couronnement de Frédéric V du Palatinat roi de Bohême.

- 4 novembre : Frédéric V du Palatinat, qui a rejoint son nouveau royaume avec une partie des armées de l’union évangélique, est couronné à Prague (fin de règne en 1620). Il tente de réorganiser l’armée et de mettre de l’ordre dans l’administration de la Bohême, mais se heurte aux luthériens qui se méfient d’un calviniste[26]. Il confie le commandement de l’armée au comte Mathias de Thurn et à Ernest de Mansfeld. L’armée de l’empire est commandée par le comte de Bucquoy, d’une famille de l’Artois, et par le comte de Tilly, d’une famille du Brabant.
- 11 novembre : Gabriel Bethlen, maître des trois quarts de la Hongrie royale, se fait proclamer prince de Hongrie à Presbourg[24].
- 23-24 novembre : victoire polonaise sur la Transylvanie à la bataille de Humenné[27]. Gabriel Bethlen fait appel au sultan Osman II qui prend prétexte des raids des Cosaques zaporogues pour rompre la paix de Busza de 1617 avec la Pologne. Début de la guerre polono-turque.

- Peste au Levant, à Marseille et en Catalogne[28]. Peste signalée à Paris[29].

## Naissances en 1619
- 24 février : Charles Le Brun, peintre français († 12 février 1690).

- 6 mars : Savinien de Cyrano de Bergerac, bretteur, poète et libre-penseur français († 28 juillet 1655).

- 2 avril : Onofrio Gabrieli, peintre italien († 26 septembre 1706).

- 24 mai (baptisé le 24 mai) : Philips Wouwerman, peintre et graveur néerlandais († 19 mai 1668).

- 29 août : Jean-Baptiste Colbert, homme politique français († 6 septembre 1683).

- 18 octobre : Jean Armand de Maillé-Brézé, duc de Brézé, duc de Fronsac, pair de France, grand-maître de la navigation, tué par un boulet à la bataille d'Orbitello († 14 juin 1646).

- 3 novembre : Willem Kalf, peintre néerlandais († 31 juillet 1693).
- 7 novembre : Gédéon Tallemant des Réaux, écrivain français († 6 novembre 1692).

- 18 décembre : Antoine Furetière, lexicographe académicien français (fauteuil 31) († 14 mai 1688).

- Date précise inconnue :
  - Francesco Boschi,  peintre baroque italien († 1675).
  - Antoine-Benoît Dubois, peintre français († 9 juin 1680).
  - Giacomo Antonio Fancelli, sculpteur italien († 1671).
  - Sebastián Herrera Barnuevo, architecte, sculpteur et peintre baroque espagnol († 1671).
  - Stefán Ólafsson, écrivain islandais († 29 août 1688).

## Décès en 1619
- 11 janvier : Diane de France, princesse française contemporaine des guerres de religion, duchesse d'Angoulême et d'Étampes, duchesse de Châtellerault (° 25 juillet 1538).
- 14 janvier : George Dousa, érudit néerlandais (° 5 mars 1574).
- 15 janvier : Thomas Clinton, 3e comte de Lincoln, pair anglais (° (1568).
- 29 janvier : Daniel Bacheler, compositeur et luthiste anglais (° 16 mars 1572).

- 9 février : Giulio Cesare Vanini, philosophe et naturaliste italien (° (1585).
- 23 février : Henry Boguet, grand-juge de Saint-Claude, aux confins du comté de Bourgogne (° (1550).

- 2 mars : Anne de Danemark, princesse de la maison d'Oldenbourg (° 12 décembre 1574).
- 10 mars : Jérôme Hennequin, évêque de Soissons (° (1547).
- 13 mars : Richard Burbage, acteur anglais (° 6 janvier 1568).
- 18 mars : Chō Tsuratatsu, samouraï de la fin de l'époque Sengoku jusqu'au début de l'époque d'Edo, au service des clans Hatakeyama, Oda puis du clan Maeda du domaine de Kaga (° 9 septembre 1546).
- 19 mars : François d'Amboise, magistrat et écrivain français (° 5 août 1550).
- 20 mars :
  - Hippolyte Galantini, catéchiste italien (° 14 octobre 1565).
  - Matthias Ier du Saint-Empire[24] (° 24 février 1557).

- 16 avril : Denis Calvaert, peintre flamand (° vers 1540).
- 21 avril : Keli Yakar, rabbin, poète, prédicateur et commentateur biblique (° (1550).

- 13 mai :  Johan van Oldenbarnevelt, avocat et homme politique néerlandais (° 14 septembre 1547).
- 21 mai : Girolamo Fabrizi d'Acquapendente, naturaliste et anatomiste italien (° (1533).

- 14 juin : Metello Bichi, cardinal italien (° (1541).
- 16 juin : Martin Fréminet, peintre français (° 24 septembre 1567).

- 2 juillet :
  - François II de Saxe-Lauenbourg, prince de la maison d'Ascanie (° 10 août 1547).
  - Olivier de Serres, agronome français (° (1539).
- 22 juillet : Laurent de Brindisi, capucin italien (° 22 juillet 1559).
- 24 juillet : Nabeshima Naoshige, daimyo de la province de Hizen (° 12 avril 1537).

- 2 août : Christoph von Rappe, chancelier du duché de Prusse  (° 25 novembre 1566).
- 23 août : Nijō Akizane, noble de cour japonais (kugyō) de l'époque Azuchi Momoyama et du début de l'époque d'Edo (° 2 décembre 1556).
- 29 août : Ferdinando Taverna, cardinal italien (° (1558).
- 30 août : Shimazu Yoshihiro, dix-huitième chef du clan Shimazu (° 21 août 1535).

- 9 octobre : Marcus Sitticus, prince-archevêque de Salzbourg (° (1574).
- 14 octobre : Samuel Daniel, poète, dramaturge et historien anglais (° (1562).
- 18 octobre : Pierre Goudelin, juriste et avocat belge (° 8 août 1550).
- 19 octobre : Fujiwara Seika, aristocrate (kuge) et philosophe japonais (° 8 février 1561).
- 25 octobre : Antoine II d'Oldenbourg-Delmenhorst, prince de la maison d'Oldenbourg (° 8 septembre 1550).

- 13 novembre : Ludovic Carrache, peintre italien (° 21 avril 1555).
- 18 novembre : Léonard Kimura, frère jésuite japonais (° (1575).
- 30 novembre : Gaspard Dinet, évêque français (° 6 janvier 1569).

- 19 décembre :
  - Antoine Arnauld, avocat français (° 6 août 1560).
  - Marie de Barby-Mühlingen, noble allemande (° 8 avril 1563).
- 23 décembre :  Jean III Sigismond de Brandebourg, électeur de Brandebourg, puis duc de Prusse (° 8 novembre 1572).

- Date inconnue :
  - Bagrat VII, roi de Karthli de la dynastie des Bagration  (° (1569).
  - Francisco Caldeira Castelo Branco, officier militaire portugais (° (1566).
  - Li Rubai, général chinois de la dynastie Ming (° (1553).
  - Thomas Stephens, prêtre et missionnaire jésuite anglais (° vers (1549).
  - René de La Tour Gouvernet, chef huguenot (° (1543).
  - Hemminki Maskulainen, prêtre finlandais (° (1550).
  - ou († 26 juillet 1615), Alonso Pérez de Guzmán el Bueno y Zúñiga, Grand d'Espagne, 7e duc de Medina Sidonia (° 10 septembre 1550).
  - Francis Tregian, écrivain et musicien anglais (° (1574).
  - Gregorius Trehou, compositeur et musicien danois originaire des Pays-Bas méridionaux (° (1540).
  - Caterina Vitale, pharmacienne et chimiste à Malte (° (1566).
  - Hieronymus Wierix, graveur flamand (° (1553).

- Vers 1619 :
  - Farroukh Bek, peintre miniaturiste persan (° (1547).
  - Pierre de La Primaudaye, homme de lettres français (° (1546).

- 1618 ou 1619 :
- Safiye Sultan, favorite du sultan ottoman Mourad III (° vers 1550).